# لبن (مشتق حليب)
اللبن هو أحد مشتقات الحليب الناتجة عن ترويبه. هناك نوعان من المنتجات الرئيسية المعروفة باسم لبن: في المشرق العربي زبادي، وفي شبه الجزيرة العربية و شمال أفريقيا (المغرب العربي) زبدة الحليب، وقد عرفت ممارسة تعكير الحليب منذ العصور القديمة وتمارسها العديد من الثقافات. وتستخدم في جميع انحاء العالم العربي (الشرق الأوسط و شمال افريقيا)

## المعلومات الغذائية
| طاقة            | 60  | سعرة حرارية |
| بروتين          | 3   | جم          |
| كربوهيدرات      | 4.7 | جم          |
| منها سكريات     | 4.7 | جم          |
| إجمالي الدهون   | 3.3 | جم          |
| منها دهون مشبعة | 2.2 | جم          |
| صوديوم          | 45  | ملجم        |
| فيتامين د3      | 40  | وحدة دولية  |
| فيتامين أ       | 125 | وحدة دولية  |
| كالسيوم         | 100 | ملجم        |

## شراب زبدة الحليب
يحضر اللبن كمشروب تقليدي من خلال السماح للحليب بالتخمير لمدة 24 ساعة تقريبًا، ثم يخض وتزال الزبدة. ويمكن أن تبقى زبدة الحليب (اللبن) لعدة أيام في درجة حرارة الغرفة. وفي العصر الحديث ينتج صناعيًا.

### مشروبات مماثلة
- جاجيك
- قمارص
- عيران
- مشروب لاسي
- فطر هندي
- لبنة (غذاء)